# Antonio Senzatela
Antonio Senzatela Rondón (Valencia, Venezuela; 21 de enero de 1995) es un lanzador profesional venezolano, que juega para los Colorado Rockies, en las Grandes Ligas de Béisbol (MLB). Hizo su debut en las mayores en la temporada 2017. En Venezuela, forma parte de la plantilla de los Navegantes del Magallanes y participó en la temporada 2015-2016.

## Carrera profesional

### Ligas menores
Los Colorado Rockies firmaron a Senzatela como agente libre amateur y comenzó a jugar con los Dominican Summer League Rockies, en 2012.
En 2014, MiLB.com nombró a Senzatela como uno de los All-Stars de la Organización de los Rockies después de registrar un récord de 15 victorias y 2 derrotas, con un promedio de carreras permitidas (ERA) de 3.11 para los Asheville Tourists de clase A, en la South Liga Atlántica, ayudando al equipo a ganar el campeonato de liga.
Antes de la temporada 2015, MLB.com lo nombró como el undécimo mejor prospecto de los Rockies. Los Rockies agregaron a Senzatela a su roster de 40 hombres después de la temporada 2015.
En 2016, Senzatela lanzó para los Hartford Yard Goats de la clase AA Eastern League.

### Grandes Ligas
Senzatela entró en la lista del Día Inaugural de los Rockies en 2017 e hizo su debut en las Grandes Ligas el 6 de abril. Tuvo un récord de 3 juegos ganados y una derrota y una efectividad de 2.81 en cinco aperturas en abril, y fue nombrado Novato del Mes de la Liga Nacional. Después de lanzar con un récord de 9-3 y una efectividad de 4.68 en 88⅓ entradas (15 aperturas), Senzatela fue cambiado a relevista para monitorear sus entradas, debido a que se perdió la mayor parte de la temporada de béisbol de 2016 por varias lesiones. Senzatela terminó la temporada con un récord de 10-5 en 36 juegos, 20 aperturas.
Comenzó la temporada 2018 como relevista de los Rockies. Después de 10 apariciones, fue enviado a Colorado Springs. Fue colocado en la lista de lesionados el 12 de julio con una ampolla. Terminó la temporada con un récord de 6-6 en 23 juegos (13 aperturas).
La siguiente campaña, Senzatela ganó 11 juegos con la peor efectividad de su carrera de 6.71 en 25 aperturas. Ponchó a 76 bateadores en 124 entradas y dos tercios.
En 2020, Senzatela tuvo marca de 5-3 con efectividad de 3.44 y tuvo la proporción más baja de ponches por cada nueve entradas de todos los lanzadores de la Liga Nacional (5.0). En 2021, estableció récords personales en aperturas (28), entradas lanzadas (156 2⁄3 ) y ponches (105), a pesar de registrar un récord de 4-10 con efectividad de 4.42. Después de la temporada, los Rockies firmaron a Senzatela con una extensión de contrato de cinco años por valor de 50,5 millones de dólares
El 23 de abril de 2022, en un partido contra los Tigres de Detroit, Senzatela permitió el hit número 3.000 de Miguel Cabrera. La jugada fue un sencillo al jardín derecho. Los Rockies finalmente perderían 13-0.

### Béisbol invernal en Venezuela
Senzatela forma parte de la plantilla de los Navegantes del Magallanes, en la Liga Venezolana de Béisbol Profesional. Hizo su debut con el equipo carabobeño el 17 de noviembre de 2015, cuando abrió el juego contra los Caribes de Oriente, en Puerto La Cruz.
En el campeonato venezolano, Senzatela sólo tuvo participación en la temporada 2015-2016. Inició 5 juegos y obtuvo una victoria, sin derrotas, con una efectividad de 2.83. En 22 entradas y un tercio permitió 27 hits, 7 carreras y otorgó sólo 2 boletos y ponchó a 8 bateadores.

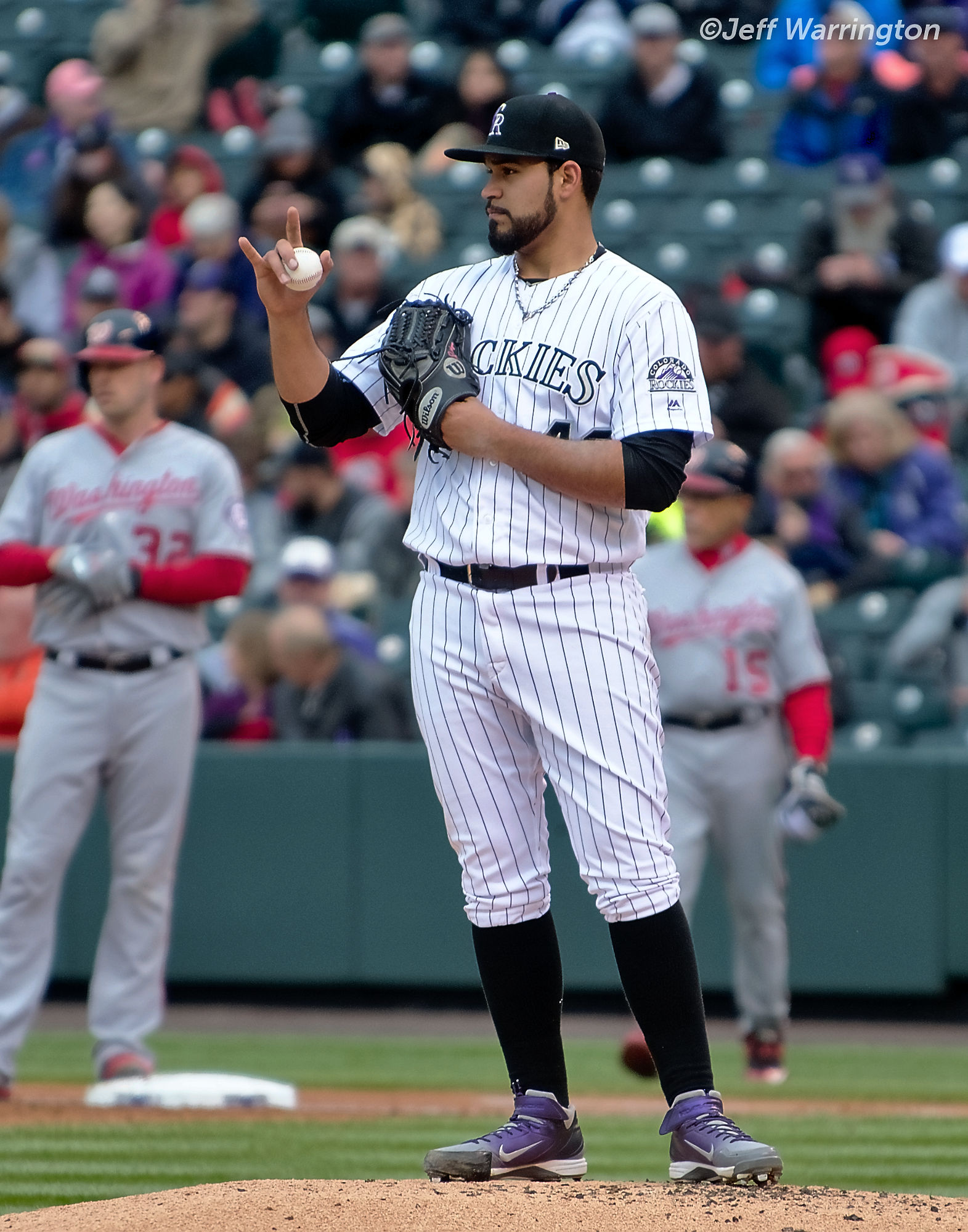
Senzatela debutó con los Rockies en 2017

## Perfil de lanzador
Senzatela tiene un lanzamiento alto de tres cuartos, con una  bola rápida con una velocidad entre 92-95 millas por hora (148,1-152,9 km/h); un slider con una velocidad de 82 millas por hora (132 km/h), también tiene en su repertorio un lanzamiento con cambio de velocidad y una bola rápida cortada.

## Vida personal
La madre de Senzatela, Nidya, murió de cáncer de estómago en 2016. Él está casado.